# Børnehøj

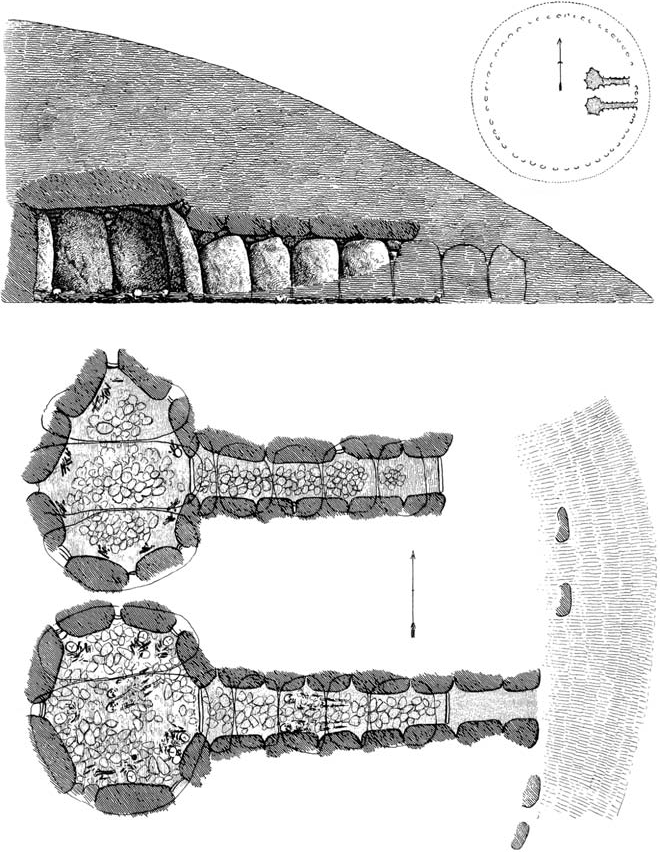
Grundriss und Querschnitt Doppelganggrab ohne gemeinsamen Trennstein; hier Snibhøj – A. P. Madsen

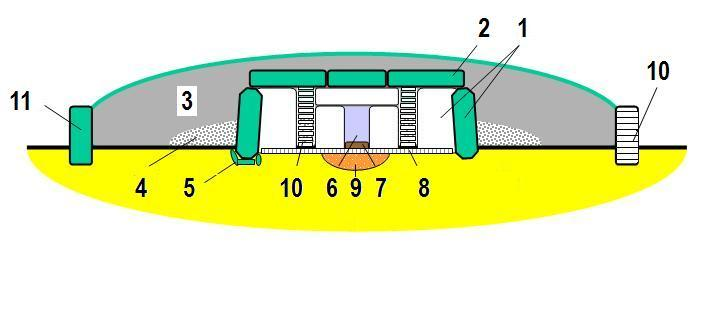
Schema Ganggrab (Querschnitt) 1=Trag-, 2= Deckstein, 3=Erdhügel, 4=Dichtung, 5=Verkeilsteine, 6=Zugang, 7= Schwellenstein. 8=Bodenplatten, 9=Unterbodendepots, 10=Zwischenmauerwerk 11=Randsteine

Der Børnehøj (deutsch „Kinderhügel“) liegt am Børnehøjen (Straße) im Nordosten von Roskilde, auf der dänischen Insel Seeland. Er ist eine Megalithanlage der Trichterbecherkultur (TBK) und stammt aus der Jungsteinzeit etwa 3500–2800 v. Chr. Das Doppelganggrab ist eine Bauform, die aus zwei Kammern mit baulich abgesetzten, lateralen Gängen besteht. Diese Form findet man in 57 Beispielen auf Seeland.
Der Børnehøj wurde im Jahr 1887 von Vilhelm Boye (1837–1996) ausgegraben, der in den Kammern insbesondere die Fragmente von mehr als 30 Gefäßen fand. Die Scherben waren verstreut und einige, die zueinander passten, lagen weit voneinander entfernt. Neolithische Monumente sind Ausdruck der Kultur und Ideologie neolithischer Gesellschaften. Ihre Entstehung und Funktion gelten als Kennzeichen der sozialen Entwicklung.

## Beschreibung
Das Ganggrab ist ein Doppelganggrab (dänisch: Dobbelt- oder Tvillingejættestue). Die beiden Nordwest–Südost orientierten Kammern mit separaten Zugängen haben zwei gemeinsame Trennsteine. Diese Doppelform kommt in Nordseeland und Nordjütland öfter vor. Die gemeinsamen Trennwände, die der Beleg einer einheitlichen Planung und gleichzeitigen Aufführung sind, sind allerdings in Jütland, wo auch Ganggräber mit Nebenkammern vorkommen, nicht so häufig (Ganggräber von Snæbum). Stattdessen liegen dort die Kammern unabhängig voneinander, aber aufeinander abgestimmt, im selben Hügel.
Abgesehen von den Steinen der Kammertrennung hat die westliche, kleinere Anlage acht und die östliche, größere neun Tragsteine. Die Decksteine beider Kammern fehlen. Die Achsen der meisten Doppelkammern bilden einen überstumpfen Winkel und passen sich so dem Rundhügel an. Beim Børnehøj bilden die Achsen einen nahe bei 180° liegenden stumpfen Winkel. Der Klekkende Høj auf Møn ist das einzige Beispiel bei dem Kammer- und Gangachsen rechtwinkelig zueinander stehen und gerade Linien bilden.
Beiden Gängen fehlen die äußeren Trag- und Decksteine und beide haben zwischen dem letzten und vorletzten Tragsteinpaar eine Verschlussvorrichtung. Vom westlichen Gang, in dem auch Reste einer zweiten Verschlussvorrichtung erkennbar sind, sind sieben Tragsteine und zwei mittlere Decksteine erhalten. Vom östlichen Gang sind acht Tragsteine und drei Decksteine erhalten.

## Funde
Bei der Ausgrabung des östlichen Ganggrabes fand Vilhelm Christian Boye (1837–1896), abgesehen von der Keramik, menschliche Knochen, die in den meisten Fällen fast pulverisiert waren und nach Meinung Boyes dem Feuer ausgesetzt waren. Einige bernsteinfarbene Perlen waren offenbar nicht in Kontakt mit Feuer. Die sonstigen Grabbeigaben – darunter einige aus Feuerstein – zeigten jedoch Feuerspuren. Im Zugang zur Anlage waren ein Skelett und dessen Beigaben (ein Meißel, einige Abschläge und acht Scherben) erhalten geblieben. Die Inhalte der westlichen Kammer hatten starke Ähnlichkeiten mit den Feststellungen in der östlichen. Dies betrifft sowohl die Bestattungen als auch einen Teil der Grabbeigaben.

## Die Steinkiste
Im Hügelmaterial entdeckte der Landwirt nach der Ausgrabung eine Steinkiste. Boye kehrte zum Børnehøj zurück, um die Kiste in der nordwestlichen Ecke des Hügels auszugraben. In der Kiste lag verbranntes menschliches Skelettmaterial vom Ende der Jungsteinzeit. Der Hügel war also Jahrhunderte nach der Nutzung durch die Trichterbecherkultur erneut für eine Bestattung verwendet worden.

## Erhaltung
Das Problem des Børnehøj und anderer Anlagen sind die fehlenden Decksteine der Kammer, was die Anlagen der Witterung aussetzt. Große Restaurierungen fanden 1978/79 und 2003 statt.